# نيوس ميلوتوبوس (بيلا)
نيوس ميلوتوبوس (Νέος Μυλότοπος) هي مدينة في بيلا في مقاطعة فوريا إلادا في اليونان.